# Marisa Allasio

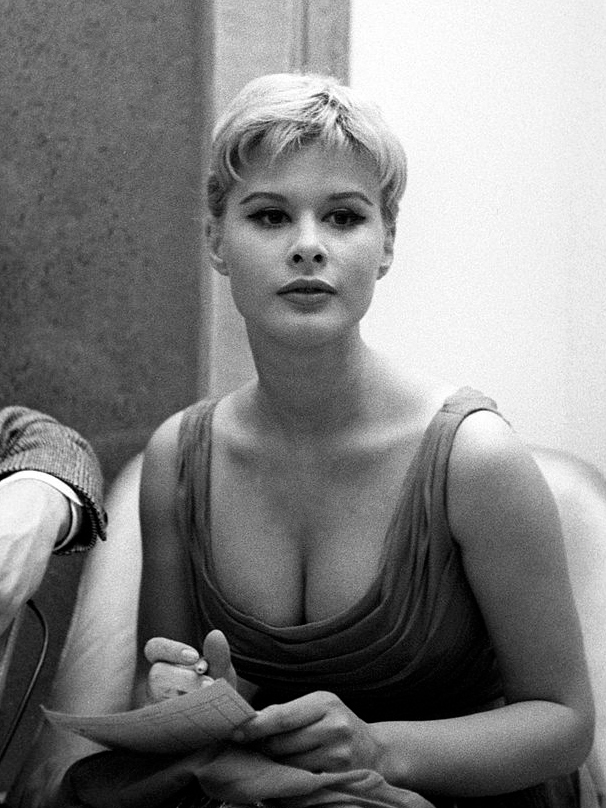
Marisa Allasio în 1957

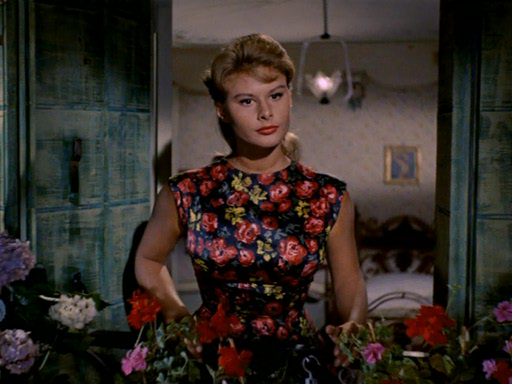
Allasio într-o scenă din filmul Veneția, luna și tu (1958)

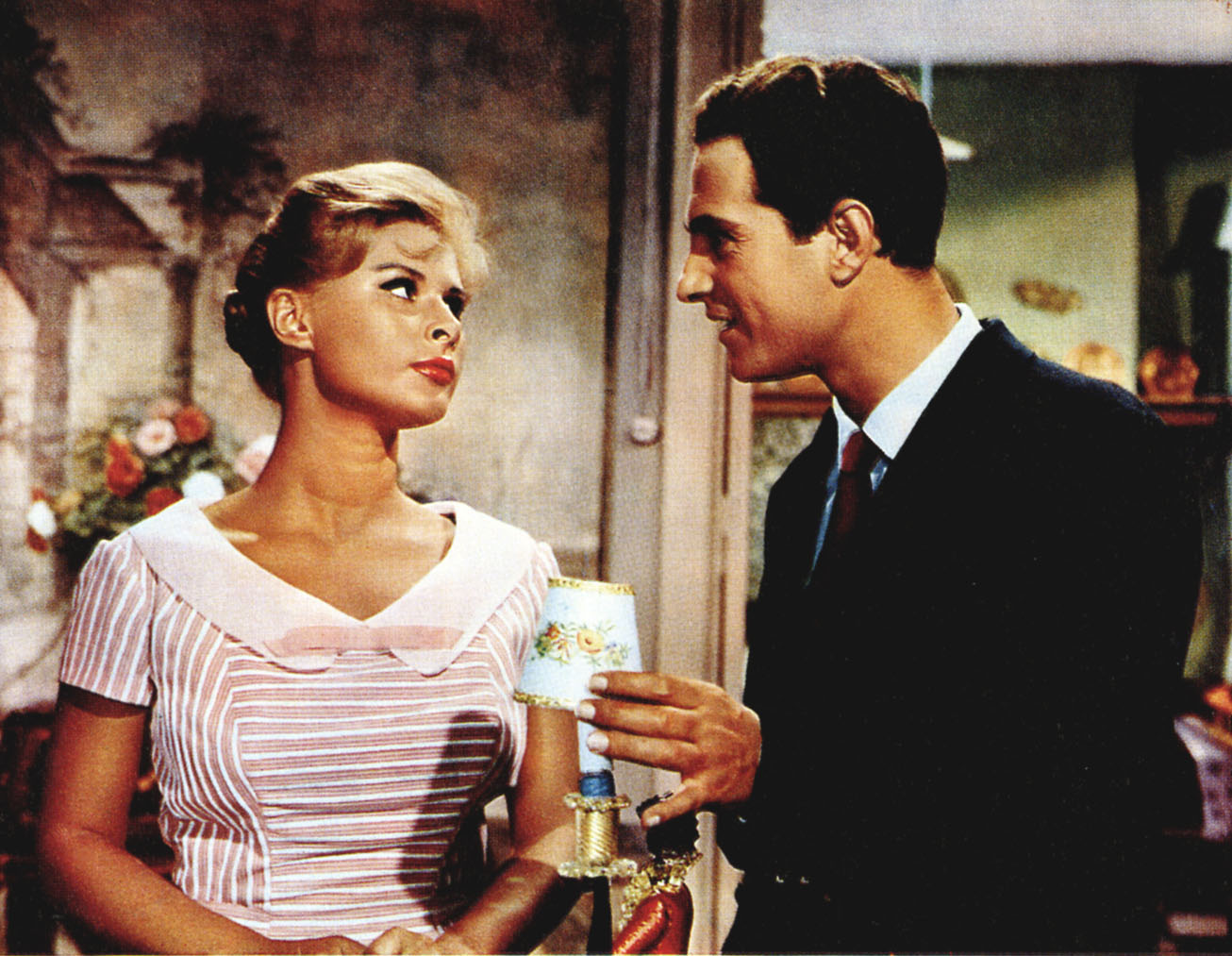
Allasio și Nino Manfredi într-o scenă din filmul Veneția, luna și tu

 Marisa Allasio  (pe numele întreg Maria Luisa Lucia Allasio, n. 14 iulie 1936, Torino, Italia)  este o actriță de film italiană. Fiind numită „Jayne Mansfield a Italiei”, a jucat între 1952 și 1959 în aproape douăzeci de filme, majoritatea fiind comedii, printre cele mai cunoscute numărându-se Război și pace (1956, regia King Vidor), Camping (1957, regia Franco Zeffirelli) și Veneția, luna și tu (1958, regia Dino Risi).

## Biografie
Marisa Allasio este fiica Luciei Rocchietti și a lui Federico Allasio, care a fost portar la echipele de fotbal ale AC Torino și Genoa CFC în anii 1930 și 1940 și ulterior a lucrat ca antrenor, timp de mai mulți ani. Datorită profesiei tatălui, ea a crescut în diferite orașe. La Genova iar mai târziu la Roma, a participat la cursuri de actorie ca adolescentă, printre altele și ale Wandei Capodaglio. Și-a făcut debutul în film la 16 ani, când a jucat un rol în Gli eroi della Domenica. Allasio a devenit una dintre cele mai populare vedete simpatizate ale cinematografiei italiene din anii 1950. Cu vocea ei cristalină, a fost foarte solicitată și ca actriță pentru dublaj.
În toamna anului 1957, ea a apărut pe coperta revistei Modern Man Quarterly din SUA iar un an mai târziu, la 10 noiembrie 1958, s-a căsătorit cu contele Carlo Calvi di Bèrgolo din Serralunga di Crea și și-a încheiat cariera în fața camerelor de filmat. Soțul ei, cu care are un fiu și o fiică, este descendentul unei vechi familii nobiliare piemonteze Calvi din Bergolo.

## Filmografie selectivă
- 1953 Perdonami!, regia Mario Costa
- 1953 Gli eroi della domenica, regia Mario Camerini
- 1954 Ballata tragica, regia Luigi Capuano
- 1954 Cuore di mamma, regia Luigi Capuano
- 1955 Le diciottenni, regia Mario Mattoli
- 1955 Ragazze d'oggi, regia Luigi Zampa
- 1956 Război și pace (War and Peace), regia King Vidor
- 1956 Maruzzella, regia Luigi Capuano
- 1956 Săraci dar frumoși (Poveri ma belli), regia Dino Risi
- 1957 Belle ma povere, regia Dino Risi
- 1957 Camping, regia Franco Zeffirelli
- 1957 Le schiave di Cartagine, regia Guido Brignone
- 1957 Marisa la civetta, regia Mauro Bolognini
- 1957 Susanna tutta panna, regia Steno
- 1957 Arrivederci Roma, regia Roy Rowland
- 1958 Veneția, luna și tu (Venezia, la luna e tu), regia Dino Risi
- 1958 Nudi come Dio li creò (Nackt, wie Gott sie schuf), regia Hans Schott-Schöbinger
- 1958 Carmela è una bambola, regia Gianni Puccini